# Академическая гребля на летних Олимпийских играх 1960 — двойки
Соревнования среди двоек распашных без рулевого по академической гребле среди мужчин на летних Олимпийских играх 1960 года прошли с 30 августа по 3 сентября на озере Альбано, которое расположено в Альбанских горах в итальянском регионе Лацио, юго-восточнее Рима. В соревновании приняли участие 36 спортсменов из 18 стран. Также на Игры были заявлены гребцы из Венгрии, однако они не вышли на старт соревнований. Действующие олимпийские чемпионы из США Джеймс Файфер и Дюваль Хехт после окончания Игр 1956 года завершили международную спортивную карьеру.
Олимпийскими чемпионами стали советские гребцы Валентин Борейко и Олег Голованов, выступавшие на лодке «Афродита» и завоевавшие первое в истории СССР золото в зачёте двоек распашных без рулевого. Серебряную медаль завоевали бронзовые призёры Игр 1956 года гребцы из Австрии Йозеф Клоимштайн и Альфред Загедер, а бронзовую награду выиграли спортсмены из Финляндии Вели Лехтеля и Тойми Питкянен.
На Играх в Риме результат в академической гребле впервые определялся с точностью до сотых долей секунды.

## Призёры
| Золото                                   | Серебро                                      | Бронза                                    |
| СССР · Валентин Борейко · Олег Голованов | Австрия · Йозеф Клоимштайн · Альфред Загедер | Финляндия · Вели Лехтеля · Тойми Питкянен |

## Рекорды
До начала летних Олимпийских игр 1960 года лучшее олимпийское время было следующим:
| Лучшее олимпийское время | Спортсмены                            | Время  | Место     | Дата           |
| ------------------------ | ------------------------------------- | ------ | --------- | -------------- |
| Лучшее олимпийское время | Германия · Бруно Мюллер · Курт Мёштер | 7:08,2 | Амстердам | 8 августа 1928 |

По ходу соревнований лучшее олимпийское время, показанное ещё на Играх 1928 года, обновлялось дважды. На предварительной стадии рекордное время показали немецкие и советские гребцы, а финале лучшее время вновь обновили гребцы из СССР Валентин Борейко и Олег Голованов.

## Расписание
Время местное (UTC+2)
| Дата       | Время | Раунд                  |
| ---------- | ----- | ---------------------- |
| 30 августа | 16:20 | Предварительные заезды |
| 1 сентября | 10:00 | Отборочные заезды      |
| 2 сентября | 15:40 | Полуфиналы             |
| 3 сентября | 15:30 | Финал A                |

## Результаты

### Предварительный этап
Победители каждого заезда напрямую проходили в полуфинал соревнований. Все остальные спортсмены попадали в утешительные заезды, где были разыграны ещё восемь полуфинальных мест.

#### Заезд 1
| Место | Спортсмены                       | Страна                          | Время      | Отставание | Примечания |
| ----- | -------------------------------- | ------------------------------- | ---------- | ---------- | ---------- |
| 1     | Йохен Нойлинг Хайнц Вайгль       | Объединённая германская команда | 7:04,71 OB | +0,00      | SF         |
| 2     | Йозеф Клоимштайн Альфред Загедер | Австрия                         | 7:06,95    | +2,24      | R          |
| 3     | Аркадио Падилья Роберто Ретоласа | Мексика                         | 7:25,63    | +20,92     | R          |
| 4     | Стевен Блайссе Эрнст Венеманс    | Нидерланды                      | 7:26,52    | +21,81     | R          |
| 5     | Лорн Лумер Кит Дональд           | Канада                          | 7:43,82    | +39,11     | R          |

#### Заезд 2
| Место | Спортсмены                     | Страна    | Время   | Отставание | Примечания |
| ----- | ------------------------------ | --------- | ------- | ---------- | ---------- |
| 1     | Паоло Мозетти Марио Петри      | Италия    | 7:07,17 | +0,00      | SF         |
| 2     | Пабло Ферреро Рикардо Гонсалес | Аргентина | 7:17,70 | +10,53     | R          |
| 3     | Таге Грёндаль Эло Тостенес     | Дания     | 7:20,58 | +13,41     | R          |
| 4     | Штефан Куречка Георге Риффелт  | Румыния   | 7:35,77 | +28,60     | R          |
| 5     | Гёста Эрикссон Леннарт Ханссон | Швеция    | 7:38,08 | +30,91     | R          |

#### Заезд 3
| Место | Спортсмены                    | Страна    | Время   | Отставание | Примечания |
| ----- | ----------------------------- | --------- | ------- | ---------- | ---------- |
| 1     | Вели Лехтеля Тойми Питкянен   | Финляндия | 7:05,00 | +0,00      | SF         |
| 2     | Тед Фрост Роберт Роджерс      | США       | 7:07,75 | +2,75      | R          |
| 3     | Никола Чупин Антун Иванкович  | Югославия | 7:08,54 | +3,54      | R          |
| 4     | Терренс Дэвис Джон Хант       | Австралия | 7:51,88 | +46,88     | R          |
| 5     | Эстуардо Масиас Виктор Пуэнте | Перу      | 7:55,28 | +50,28     | R          |

#### Заезд 4
| Место | Спортсмены                       | Страна         | Время      | Отставание | Примечания |
| ----- | -------------------------------- | -------------- | ---------- | ---------- | ---------- |
| 1     | Валентин Борейко Олег Голованов  | СССР           | 7:02,88 OB | +0,00      | SF         |
| 2     | Вальтер Кнабенханс Хайнрих Шерер | Швейцария      | 7:14,52    | +11,64     | R          |
| 3     | Ричард Николсон Клайв Маршалл    | Великобритания | 7:25,32    | +22,44     | R          |

### Отборочный этап
Первые два экипажа из каждого заезда проходили в полуфинал соревнований и продолжали борьбу за медали. Остальные сборные выбывали из соревнований.

#### Заезд 1
| Место | Спортсмены                       | Страна         | Время   | Отставание | Примечания |
| ----- | -------------------------------- | -------------- | ------- | ---------- | ---------- |
| 1     | Йозеф Клоимштайн Альфред Загедер | Австрия        | 7:20,48 | +0,00      | SF         |
| 2     | Терренс Дэвис Джон Хант          | Австралия      | 7:24,22 | +3,74      | SF         |
| 3     | Ричард Николсон Клайв Маршалл    | Великобритания | 7:25,01 | +4,53      |            |
| —     | Гёста Эрикссон Леннарт Ханссон   | Швеция         | DNS     | DNS        |            |

#### Заезд 2
| Место | Спортсмены                       | Страна    | Время   | Отставание | Примечания |
| ----- | -------------------------------- | --------- | ------- | ---------- | ---------- |
| 1     | Аркадио Падилья Роберто Ретоласа | Мексика   | 7:21,46 | +0,00      | SF         |
| 2     | Пабло Ферреро Рикардо Гонсалес   | Аргентина | 7:28,84 | +7,38      | SF         |
| 3     | Эстуардо Масиас Виктор Пуэнте    | Перу      | 7:45,15 | +23,69     |            |

#### Заезд 3
| Место | Спортсмены                    | Страна     | Время   | Отставание | Примечания |
| ----- | ----------------------------- | ---------- | ------- | ---------- | ---------- |
| 1     | Тед Фрост Роберт Роджерс      | США        | 7:14,16 | +0,00      | SF         |
| 2     | Таге Грёндаль Эло Тостенес    | Дания      | 7:17,06 | +2,90      | SF         |
| 3     | Стевен Блайссе Эрнст Венеманс | Нидерланды | 7:21,70 | +7,54      |            |

#### Заезд 4
| Место | Спортсмены                       | Страна    | Время   | Отставание | Примечания |
| ----- | -------------------------------- | --------- | ------- | ---------- | ---------- |
| 1     | Никола Чупин Антун Иванкович     | Югославия | 7:14,20 | +0,00      | SF         |
| 2     | Вальтер Кнабенханс Хайнрих Шерер | Швейцария | 7:22,29 | +8,09      | SF         |
| 3     | Лорн Лумер Кит Дональд           | Канада    | 7:42,51 | +28,31     |            |
| 4     | Штефан Куречка Георге Риффелт    | Румыния   | 7:59,67 | +45,47     |            |

### Полуфиналы
Первые три экипажа из каждого заезда проходили в финал соревнований. Все остальные сборные выбывали из борьбы за медали.

#### Заезд 1
| Место | Спортсмены                       | Страна                          | Время   | Отставание | Примечания |
| ----- | -------------------------------- | ------------------------------- | ------- | ---------- | ---------- |
| 1     | Йохен Нойлинг Хайнц Вайгль       | Объединённая германская команда | 7:30,03 | +0,00      | F          |
| 2     | Вели Лехтеля Тойми Питкянен      | Финляндия                       | 7:35,50 | +5,47      | F          |
| 3     | Никола Чупин Антун Иванкович     | Югославия                       | 7:38,83 | +8,80      | F          |
| 4     | Аркадио Падилья Роберто Ретоласа | Мексика                         | 7:45,55 | +15,52     |            |
| 5     | Терренс Дэвис Джон Хант          | Австралия                       | 7:50,59 | +20,56     |            |
| 6     | Таге Грёндаль Эло Тостенес       | Дания                           | DNF     | DNF        |            |

#### Заезд 2
| Место | Спортсмены                       | Страна    | Время   | Отставание | Примечания |
| ----- | -------------------------------- | --------- | ------- | ---------- | ---------- |
| 1     | Йозеф Клоимштайн Альфред Загедер | Австрия   | 7:30,10 | +0,00      | F          |
| 2     | Валентин Борейко Олег Голованов  | СССР      | 7:31,00 | +0,90      | F          |
| 3     | Тед Фрост Роберт Роджерс         | США       | 7:31,11 | +1,01      | F          |
| 4     | Паоло Мозетти Марио Петри        | Италия    | 7:40,09 | +9,99      |            |
| 5     | Вальтер Кнабенханс Хайнрих Шерер | Швейцария | 7:42,24 | +12,14     |            |
| 6     | Пабло Ферреро Рикардо Гонсалес   | Аргентина | 7:48,48 | +18,38     |            |

### Финал
До начала соревнований среди двоек распашных без рулевого не было явного фаворита. Лучшее время на предварительном этапе показали советские гребцы Валентин Борейко и Олег Голованов, однако в полуфинале они уступили первую строчку в своём заезде бронзовым призёрам 1956 года Йозефу Клоимштайну и Альфреду Загедеру из Австрии. Также на медали претендовали чемпионы Панамериканских игр 1959 года из США Тед Фрост и Роберт Роджерс.
В финальном заезде лучше всего старт удался советским гребцам, которые к отметке 500 метров лидировали, опережая гребцов из Германии почти на полторы секунды. Однако уже к середине дистанции Борейко и Голованов существенно снизили темп, в результате чего их обошли австрийские гребцы, а спортсмены из Финляндии Вели Лехтеля и Тойми Питкянен сократили отставание до полутора секунд. Именно финны лучше всех провели третий отрезок дистанции, вырвавшись в лидеры соревнований на две секунды опережая австрийцев и на полторы советских гребцов. Также в борьбу за тройку включились немецкие гребцы, уступавшие за 500 метров до финиша советскому экипажу 1,36 с. Заключительный отрезок дистанции вновь остался за гребцами из СССР, которые мощным финишным спуртом вырвались на первое место, завершив дистанцию с лучшим олимпийским временем. Второе место заняли австрийские гребцы, опередившие финских спортсменов на самом финише. Сборная Германии в итоге не смогла поддержать высокий темп конкурентов и проиграла на финише бронзовым призёрам 5 секунд. Пятой к финишу пришла американская лодка, а шестой экипаж из Югославии.
| Место | Спортсмены                       | Страна                          | Время      | Отставание |
| ----- | -------------------------------- | ------------------------------- | ---------- | ---------- |
| 1     | Валентин Борейко Олег Голованов  | СССР                            | 7:02,01 OB | +0,00      |
| 2     | Йозеф Клоимштайн Альфред Загедер | Австрия                         | 7:03,69    | +1,68      |
| 3     | Вели Лехтеля Тойми Питкянен      | Финляндия                       | 7:03,80    | +1,79      |
| 4     | Йохен Нойлинг Хайнц Вайгль       | Объединённая германская команда | 7:08,81    | +6,80      |
| 5     | Тед Фрост Роберт Роджерс         | США                             | 7:17,08    | +15,07     |
| 6     | Никола Чупин Антун Иванкович     | Югославия                       | 7:20,91    | +18,90     |